# Challenger de Newport Beach 2020
El Oracle Challenger Series Newport Beach 2020 fue un torneo de tenis profesional jugado en canchas duras. Se trata de la primera edición del torneo, que es parte de la 	ATP Challenger Tour 2020 para los hombres y WTA 125s de 2020 para las mujeres. Se llevó a cabo en Newport Beach, Estados Unidos, entre el 27 de enero al 2 de febrero de 2020.

## Jugadores participantes del cuadro de individuales
| Favorito | País                      | Jugador            | Rank1 | Posición en el torneo |
| -------- | ------------------------- | ------------------ | ----- | --------------------- |
| 1        | Bandera de Estados Unidos | Taylor Fritz       | 34    | Tercera ronda         |
| 2        | Bandera de Estados Unidos | Frances Tiafoe     | 50    | Tercera ronda         |
| 3        | Bandera de Serbia         | Miomir Kecmanović  | 91    | Tercera ronda         |
| 4        | Bandera de Estados Unidos | Steve Johnson      | 75    | Semifinales           |
| 5        | Bandera de Italia         | Andreas Seppi      | 85    | Segunda ronda         |
| 6        | Bandera de Canadá         | Brayden Schnur     | 103   | Tercera ronda         |
| 7        | Bandera de Estados Unidos | Marcos Giron       | 107   | Segunda ronda         |
| 8        | Bandera de China Taipéi   | Jason Jung         | 126   | Segunda ronda         |
| 9        | Bandera de Estados Unidos | Mackenzie McDonald | 129   | Segunda ronda         |
| 10       | Bandera de Estados Unidos | Bradley Klahn      | 132   | Cuartos de final      |
| 11       | Bandera de Ecuador        | Emilio Gómez       | 178   | Segunda ronda         |
| 12       | Bandera de Rumania        | Marius Copil       | 152   | Segunda ronda         |
| 13       | Bandera de Estados Unidos | Mitchell Krueger   | 164   | Semifinales           |
| 14       | Bandera de Alemania       | Rudolf Molleker    | 103   | Segundaronda          |
| 15       | Bandera de Uzbekistán     | Denis Istomin      | 170   | Cuartos de final      |
| 16       | Bandera de Canadá         | Peter Polansky     | 180   | Segunda ronda         |

- 1 Se ha tomado en cuenta el ranking del 20 de enero de 2020.

### Otros participantes
Los siguientes jugadores recibieron una invitación (wild card), por lo tanto ingresan directamente al cuadro principal (WC):
- Ulises Blanch
- Taylor Fritz
- Govind Nanda
- Michael Redlicki
- Frances Tiafoe

Los siguientes jugadores ingresan al cuadro principal tras disputar el cuadro clasificatorio (Q):
- Alexander Sarkissian
- Agustín Velotti

### Individua femenino
| Tenista               | Ranking | Preclasificada |
| Jessica Pegula        | 66      | 1              |
| Taylor Townsend       | 79      | 2              |
| Christina McHale      | 84      | 3              |
| Tatjana Maria         | 87      | 4              |
| Madison Brengle       | 95      | 5              |
| Stefanie Vögele       | 117     | 6              |
| Francesca Di Lorenzo  | 122     | 7              |
| Nicole Gibbs          | 124     | 8              |
| Usue Maitane Arconada | 131     | 1              |
| Allie Kiick           | 138     | 2              |
| Verónica Cepede Royg  | 146     | 11             |
| Yanina Wickmayer      | 147     | 12             |
| Shelby Rogers         | 155     | 13             |
| Anhelina Kalinina     | 157     | 14             |
| Robin Anderson        | 161     | 15             |
| Varvara Lepchenko     | 166     | 16             |

- Ranking del 20 de enero de 2020

### Dobles femenino
| Tenista                           | Ranking | Preclasificada |
| Hayley Carter Luisa Stefani       | 134     | 1              |
| Giuliana Olmos Sabrina Santamaria | 153     | 2              |
| Lidziya Marozava María Sánchez    | 193     | 3              |
| Christina McHale Valeria Savinykh | 264     | 4              |

## Campeonas

### Individual Masculino
- Thai-Son Kwiatkowski derrotó en la final a  Daniel Elahi Galán, 6-4, 6-1

### Dobles Masculino
- Ariel Behar /  Gonzalo Escobar derrotaron en la final a  Antonio Šančić /  Tristan-Samuel Weissborn, 6-2, 6-4

### Individuales femeninos
Madison Brengle venció a  Stefanie Vögele por 6-1, 3-6, 6-2

### Dobles femenino
Hayley Carter /  Luisa Stefani vencieron a  Marie Benoît /  Jessika Ponchet por 6-1, 6-3